# Carlos Eduardo Paniagua España
Carlos Eduardo Paniagua España fue un diplomático guatemalteco, con una carrera de más de 33 años; sirvió en México, El Salvador, Panamá, Cuba, Francia, Bélgica, Holanda y Perú.

## Biografía
Estudio en el colegio La Juventud, luego el bachillerato en el Instituto Nacional Central para Varones, Escuela Nacional Central de Comercio y de manera informal en la Escuela de Medicina de la Universidad Nacional.
Estudió Medicina y Derecho, y luego ingresó a la carrera diplomática en 1944 como ayudante de Protocolo del Ministerio de Relaciones Exteriores por tres años; fue ascendiendo desde tercer secretario y llegó al rango de embajador.
No fue político, no obstante fue miembro fundador del Partido Renovación Nacional, que fue formado por amigos del Dr. Juan José Arévalo Bermejo para postularlo a la presidencia de Guatemala en 1944; posteriormente se separó del Partido.
Participó en el nacimiento de la ODECA, (Organización de Estados Centroamericanos), es decir en la suscripción de la Carta de la Organización llamada también Carta de San Salvador, suscrita en San Salvador el 14 de octubre de 1951.

## Publicaciones
Publicó varias novelas y cuentos que fueron publicadas en México y París:
- Del Alcázar a la Torre Tagle[1] [2][3]
- Instructivo Práctico y Guía para Diplomáticos
- Panorama de Guatemala (Infrascrito General)

## Sinopsis de carrera diplomática
- Su primer cargo fue Tercer Secretario en México (1947-1949),
- Segundo secretario en Honduras, (1949-1951)
- Segundo Secretario en El Salvador, (1951-1954)
- Primer Secretario en El Salvador, 1954
- Primer Secretario en Panamá
- Primer Secretario en Bélgica
- Consejero en Bélgica
- Encargado de Negocios en Bélgica
- Jefe de Misión y Encargado de negocios en Holanda
- Ministro Consejero y Encargado de Negocios en Francia
- Embajador Extraordinario y Plenipotenciario en Perú
- Subdirector de Protocolo de Guatemala
- Adjunto Subdirector de Protocolo de Guatemala (1967)
- Cónsul General en El Salvador
- Ministro Consejero Honorario en El Salvador

Se retiró voluntariamente a fines de 1970